# Białka S-100
Białka S100 – rodzina niskocząsteczkowych białek komórek kręgowców, charakteryzujących się obecnością dwóch motywów strukturalnych typu helisa-skręt-helisa, które wykazują powinowactwo do jonów wapnia. W komórkach białka te występują jako antyrównoległe homo- i heterodimery, lub rzadziej w postaci bardziej złożonych oligomerów. Opisano przynajmniej 21 białek należących do tej rodziny. Nazwa wzięła się stąd, że w neutralnym pH białka S100 są w 100% rozpuszczalne (ang. soluble) w roztworze siarczanu amonu. Większość białek należących do rodziny S100 jest kodowanych przez geny zlokalizowane w obrębie loci kompleksu EDC (ang. epidermal differentiation complex) na długim ramieniu chromosomu pierwszego.